# 李海仁 (花样滑冰运动员)
李海仁（2005年4月16日—），韩国花样滑冰运动员，主攻女子单人滑，她2013年开始练习滑冰，曾获2022年四大洲锦标赛银牌、2023年四大洲锦标赛金牌、2023年世界锦标赛银牌。